# Fabiano Fabiani
Fabiano Fabiani (Tarquinia, 17 maggio 1930) è un giornalista, dirigente pubblico e privato italiano.

## Biografia
Entra in RAI nel 1955 come giornalista, a seguito di un concorso nazionale, e vi rimane per 23 anni, durante i quali è, tra l'altro, direttore del Telegiornale, direttore dei programmi culturali, responsabile del gruppo di studio per la terza rete e vice direttore generale.
Nel 1979, dopo un anno come direttore centrale all'IRI, diventa amministratore delegato della Società Autostrade, incarico che manterrà fino al 1981. In Finmeccanica dal 1981 al 1997, ne è prima consigliere d'amministrazione e direttore generale (1981-1985), poi amministratore delegato (1985-1995), infine presidente (1995-1997).
Tra il 2000 e il 2003 è stato amministratore delegato di Cinecittà Holding e tra il 2002 e il 2003 ha presieduto l'Azienda speciale Palaexpo.
È inoltre stato presidente dell'Acea, membro del cda di Suez Environment ed è stato presidente dell'Apt (Associazione dei produttori televisivi). 
Il 10 settembre 2007 è stato nominato consigliere d'amministrazione della Rai in rappresentanza del Ministero dell'Economia e delle Finanze, quale sostituto di Angelo Maria Petroni.
In occasione della sua nomina a consigliere RAI, ha annunciato di avere lasciato la presidenza dell'Apt per evitare conflitti di interessi; si era detto intenzionato a mantenere la carica all'interno dell'Acea rinunciando al suo compenso di consigliere di amministrazione della Rai. È protagonista di un'intercettazione della telefonata avvenuta il 12 settembre 2007 tra Silvio Berlusconi ed Agostino Saccà pubblicata il 27 giugno 2008 dal settimanale L'Espresso.